# Akwila z Synopy

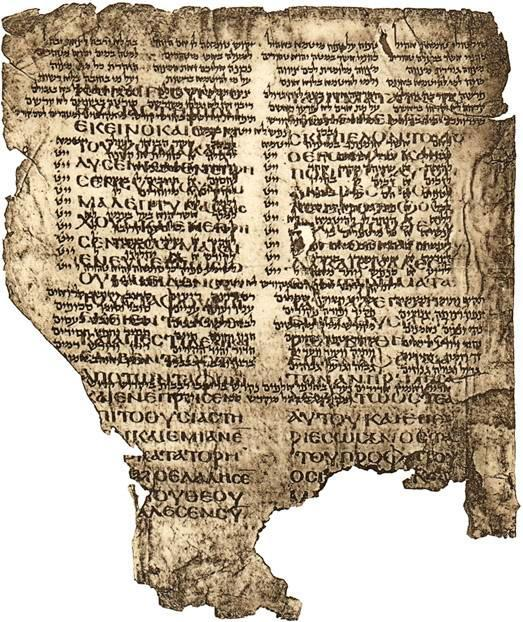
Palimpsest z tekstem 2 Księgi Królewskiej w przekładzie Akwili

Zależność pomiędzy starożytnymi przekładami i recenzjami Starego Testamentu z zaznaczonym tłumaczeniem Akwili

Akwila z Synopy – żyjący na początku II wieku prozelita żydowski, uczeń rabina Akiby ben Josefa.

## Życiorys
Akwila jest tłumaczem przekładu Biblii hebrajskiej na język grecki, który wykonał około 130 roku n.e. Pracy tej podjął się z inicjatywy rabinów, którzy zamierzali tym przekładem zastąpić w Synagodze Septuagintę szeroko wykorzystywaną w Kościele wczesnochrześcijańskim. Przekład Akwilii został wykorzystany przez Orygenesa w jego Hexapli, z której do dziś zachowały się tylko fragmenty. Przekład ten obok Septuaginty, przekładu Symmachusa i Teodocjona Orygenes umieścił również w oddzielnej pracy zwanej Tetrapla. Przekład Akwili w przeciwieństwie do Septuaginty cechuje literalizm oraz dosłowność w stosunku do tekstu hebrajskiego. Owo tłumaczenie dosłownie wierne oryginałowi posłużyło polemice z chrześcijanami, którzy odwoływali się do wcześniejszego przekładu Septuaginty, zbyt dowolnego zdaniem żydowskich uczonych.

## Zachowane manuskrypty
W 1897 roku sprowadzono do Biblioteki Uniwersyteckiej w Cambridge fragmenty dwóch kodeksów z przekładem Akwili. Pierwszy oznaczany jako AqBurkitt został znaleziony w synagodze kairskiej w Egipcie a zawiera fragmenty 1 Królewskiej 20,7-17 oraz 2 Królewskiej 23,12-27. Został on opublikowany przez Francisa C. Burkitta w jego pracy Fragments of the Books of Kings According to the Translation of Aquila, Cambridge, 1898, str. 3-8. Jest to palimpsest datowany na koniec V wieku n.e. lub na początek VI wiek n.e. Drugi oznaczany jako AqTaylor zawiera fragmenty Psalmów 90–103. Fragmenty te zostały opublikowane przez Charlesa Taylora w jego pracy Hebrew-Greek Cairo Genizah Palimpsests (Cambridge, 1900, s. 54-65). Ten kodeks datuje się na drugą połowę V wieku n.e. lub na początek VI wieku n.e. ale nie później. Zarówno jeden jak i drugi kodeks cechuje używanie imienia Bożego zapisywanego literami hebrajskimi.